# ヤッコ・エルティン
ヤッコ・エルティン（Jacco Eltingh, 1970年8月29日 - ）は、オランダ・ヘルダーラント州ヘールデ出身の元男子プロテニス選手。ダブルスの名手として活躍し、同じオランダのポール・ハーフースとペアを組んで、4大大会の男子ダブルス部門ですべてのタイトルを獲得する「キャリア・グランドスラム」を達成した。彼らのライバルにはオーストラリアペアの「ウッディーズ」（マーク・ウッドフォードとトッド・ウッドブリッジのこと）がいて、オランダペアの2人と「ウッディーズ」は1990年代の男子テニス界を代表するダブルスコンビとして数々の名勝負を繰り広げた。1996年のウィンブルドン男子シングルス優勝者になったリカルト・クライチェクも、同世代のオランダ人選手である。エルティンの自己最高ランキングはシングルス19位、ダブルス1位。ATPツアーでシングルス4勝、ダブルス44勝を挙げた。身長187cm、体重80kg、右利き。

## 来歴
1988年にプロ入り。エルティンは1991年から4大大会に挑戦を始め、ウィンブルドン初出場でシングルス4回戦に進出し、男子テニスツアーのダブルスで年間4勝を挙げた。1992年から男子テニス国別対抗戦・デビスカップのオランダ代表選手となり、同年6月にイギリス・マンチェスターの大会でシングルス初優勝を果たす。キャリアの最初期はいろいろな選手とダブルスのペアを組んだが、1993年からエルティンはほとんどの大会で4歳年上のポール・ハーフースと組むようになった。1993年4月、アメリカ・ジョージア州アトランタ大会でシングルス2勝目を挙げる。1994年からエルティン＆ハーフース組は世界の頂点を争うコンビになり、全豪オープンと全米オープンで4大大会男子ダブルスの年間2冠を獲得した。2人は全豪オープン決勝でバイロン・ブラック（ジンバブエ）＆ジョナサン・スターク（アメリカ）組を 6-7, 6-3, 6-4, 6-3 で破り、4大大会ダブルス初優勝を飾った。全米オープン決勝ではマーク・ウッドフォード＆トッド・ウッドブリッジ組を 6-3, 7-6 で破り、エルティン＆ハーフース組と「ウッディーズ」がダブルスでしのぎを削り始める。ダブルス年間2冠を獲得した1994年は、シングルスでも年間2勝を挙げ、全仏オープン4回戦でウクライナのアンドレイ・メドベデフに敗れた。
1995年、エルティンとハーフースは全仏オープン男子ダブルス決勝でスウェーデンペアのマグナス・ラーソン＆ニクラス・クルティ組を 6-7, 6-4, 6-1 で破り、3個目の4大大会タイトルを獲得した。1995年のエルティンはシングルスでも好調で、全豪オープンとウィンブルドンの2大会でベスト8に入った。これがエルティンの4大大会シングルス自己最高成績である。1996年、エルティンとハーフースはアトランタ五輪のオランダ代表選手に選ばれた。男子ダブルス準決勝で「ウッディーズ」に 2-6, 7-5, 16-18 で敗れた2人は、準決勝敗退の2組による「銅メダル決定戦」でもドイツ代表のデビッド・プリノジル＆マルク＝ケビン・ゲルナー組に 2-6, 5-7 で敗れ、オランダ代表としての五輪銅メダルを逃した。この後、2人は1996年全米オープンと1997年ウィンブルドンの男子ダブルス決勝でも「ウッディーズ」に敗れる。1997年のウィンブルドン・ダブルス決勝は、2人には初舞台であったが、この時は1993年からウィンブルドンの男子ダブルス連続優勝記録を続けていた「ウッディーズ」の5連覇を阻止できなかった。ウィンブルドン・ダブルス準優勝の後、エルティンは地元オランダ・ロスマレン大会を最後に男子ツアーのシングルスから撤退し、その後は専らダブルスのみで活躍した。
1998年、ヤッコ・エルティンは全豪オープン・全仏オープン・ウィンブルドンで4大大会男子ダブルス「3連勝」を成し遂げ、ツアーで年間「10勝」を獲得した。全豪オープンだけは、パートナーはハーフースではなく、スウェーデンのヨナス・ビョルクマンと組んで地元オーストラリアの「ウッディーズ」を 6-2, 5-7, 2-6, 6-4, 6-3 で破って優勝している。全仏オープンでは、エルティンとハーフースはダニエル・ネスター（カナダ）＆マーク・ノールズ（バハマ）組を 6-3, 3-6, 6-3 で破り、3年ぶり2度目の優勝を果たす。そしてついに、2人はウィンブルドン男子ダブルスで初優勝を飾り、男子テニス史上4組目の「キャリア・グランドスラム」を達成した。エルティンとハーフースは、2年連続2度目のウィンブルドン決勝でマーク・ウッドフォードとトッド・ウッドブリッジを 2-6, 6-4, 7-6, 5-7, 10-8 で破り、4時間5分の激戦の末に「ウッディーズ」のウィンブルドン・ダブルス6連覇を阻止した。ところが、2人は4大大会年間最終戦の全米オープンに出場できなくなり、ここでエルティンの男子ダブルス「年間グランドスラム」のチャンスが消えてしまう。年末の男子ツアー最終戦「ATPツアー選手権」（現在の名称は「テニス・マスターズ・カップ」）で、2人は全仏決勝で破ったダニエル・ネスター＆マーク・ノールズ組を 6-4, 6-2, 7-5 で破り、5年ぶり2度目の優勝で有終の美を飾った。エルティンは1998年のシーズンを最後に、28歳で現役を引退した。

## 4大大会ダブルス優勝
- 全豪オープン：2勝（1994年、1998年）
- 全仏オープン：2勝（1995年、1998年）
- ウィンブルドン：1勝（1998年）　［準優勝1度：1997年］
- 全米オープン：1勝（1994年）　［準優勝1度：1996年］

### 男子ダブルスの4冠達成ペア
- フランク・セッジマン＆ケン・マグレガー　（ともにオーストラリア、1951年に唯一の「年間グランドスラム」）
- ケン・ローズウォール＆ルー・ホード　（ともにオーストラリア、1953年 → 1956年）
- ロイ・エマーソン＆ニール・フレーザー　（ともにオーストラリア、1959年 → 1962年）
- ジョン・ニューカム＆トニー・ローチ　（ともにオーストラリア、1965年 → 1967年）
- マーク・ウッドフォード＆トッド・ウッドブリッジ　（ともにオーストラリア、1992年 → 2000年）
- ヤッコ・エルティン＆ポール・ハーフース　（ともにオランダ、1994年 → 1998年）
- ボブ・ブライアン＆マイク・ブライアン　（ともにアメリカ、2003年 → 2006年）